# CAMS 37
CAMS 37 — французская многоцелевая летающая лодка, спроектированная в 1925 г. Морисом Юрелем в фирме «Шантье Эро-Маритимс де ля Сейн» (во французском сокращении — CAMS).
Самолёт состоял на вооружении во Франции с октября 1928 года, а также в Португалии.

## История создания
Спроектирован в КБ фирмы «Шантьерс Эро-Мартимс де ла Сейн» (CAMS) под руководством Мориса Юреля. Первый опытный образец лодки CAMS.37R36 проходил испытания в 1926 году. Серийное производство на заводе CAMS в Сен-Дени начато в конце 1926 года. 
С 1929 года CAMS 37 появились на катапультах кораблей французского флота. Их получили крейсер «Турвилль» и линкор «Эдгар Кине», с августа 1930 года амфибии летали также с авианосца «Беарн». С 1930 года такие самолёты использовались и подразделениями ВВС в колониях, в ноябре их дислоцировали в Индокитае. С мая 1934 года начали заменяться в строевых частях на CAMS 55, зато с 1935 года их получили вспомогательные и учебные звенья. К началу Второй мировой войны CAMS 37 сохранились только как учебные и транспортные машины. Однако после мобилизации осенью 1939 года сформировали две новых эскадрильи на CAMS 37.11, патрулировавших побережье. Одну из них перевооружили в начале 1940 года, другую расформировали в августе того же года.
Производство CAMS 37 прекратили в 1935 году. На острове Таити одна из эскадрилий «Свободной Франции» эксплуатировала последнюю лодку этого типа до января 1941 года. В Индокитае CAMS 37.11 летали до начала 1942 года.

## Конструкция
Одномоторный деревянный биплан. Двигатель с толкающим винтом под верхним крылом.

## Модификации[3]
- CAMS 37А — амфибия, для французского флота с мотором LD 12Ed, для Португалии — с HS 12Gb. Изготовлено 110 единиц, в том числе 7 машин для Португалии.
- CAMS 37.2 — летающая лодка-разведчик, аналог CAMS 37A без колёсного шасси. Выпущено 45 машин.
- CAMS 37А.3 — два самолёта с усиленным фюзеляжем.
- CAMS 37А.6 — пассажирский вариант с закрытой кабиной для перевозки высокопоставленных офицеров.
- CAMS 37А.7 (CAMS 37Lia) — невооружённый связной вариант. Изготовлено 36 самолётов (в том числе переделанных из CAMS 37A).
- CAMS 37А.9 — пассажирский вариант с металлическим набором фюзеляжа.
- CAMS 37.10 — гражданский почтовый вариант, приспособленный для старта с катапульты. Изготовлено 2 самолёта.
- CAMS 37.11 (CAMS 37Е) — четырёхместный невооружённый учебный гидросамолёт-биплан. Выпущено 110 единиц.
- CAMS 37.12 — гражданский вариант с четырёхместной пассажирской кабиной.
- CAMS 37.13 (CAMS 37bis) — катапультный гидросамолёт с металлическим фюзеляжем.

## Тактико-технические характеристики

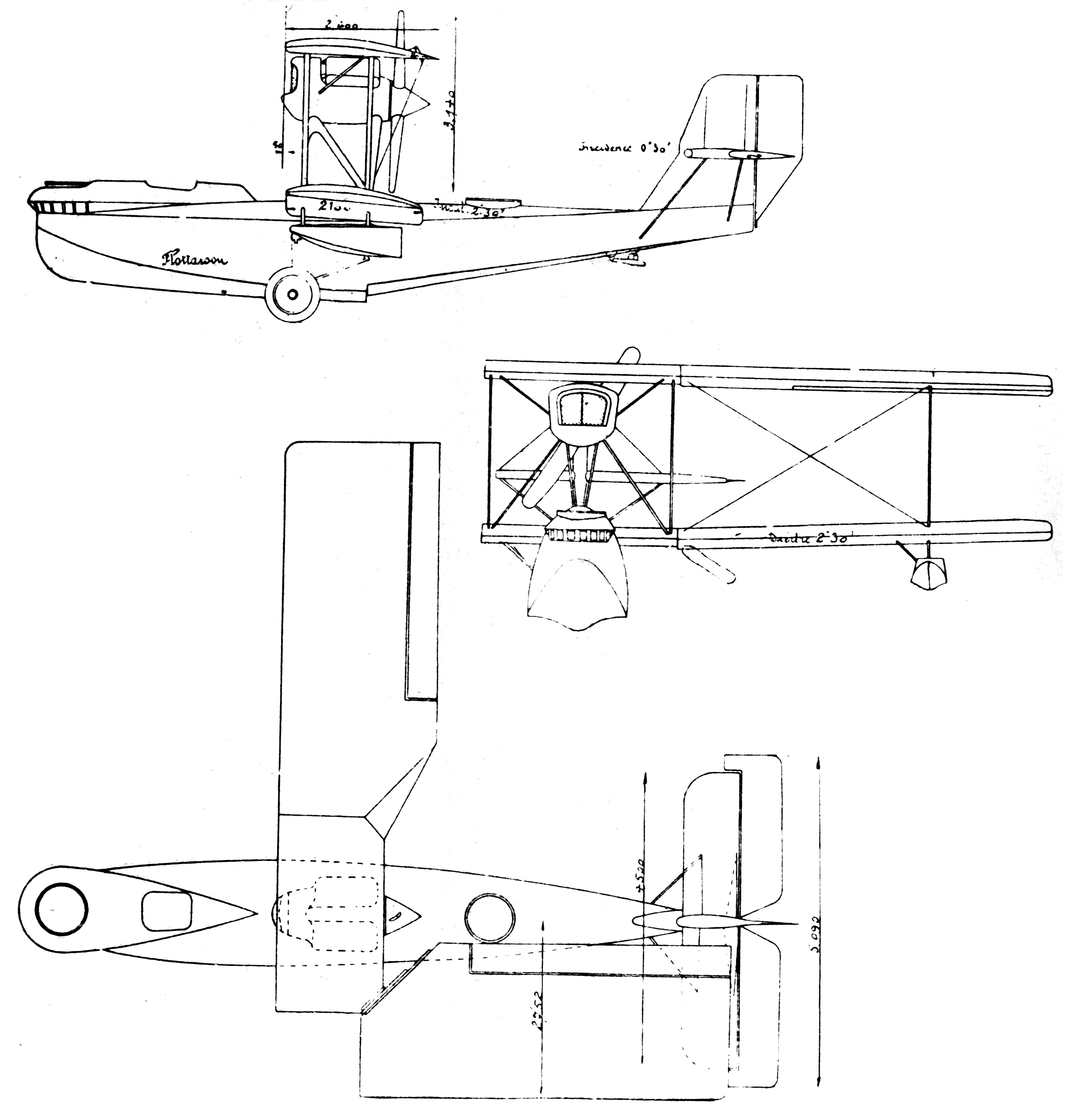
CAMS 37A

Источник данных: Андрей Харук. Все гидросамолеты Второй Мировой. Иллюстрированная цветная энциклопедия. Москва: «Эксмо», 2013. — 328 с.

Технические характеристики
- Экипаж: 3 человека
- Длина: 11,43 м
- Размах крыла: 14,5 м
- Высота: 4,21 м
- Площадь крыла: 60,77 м²
- Масса пустого: 2 170 кг
- Нормальная взлётная масса: 3 000 кг
- Максимальная взлётная масса: 3 125 кг
- Силовая установка: 1 × воздушный Lorraine-Dietrich
- Мощность двигателей: 1 × 450

Лётные характеристики
- Максимальная скорость: 176 км/ч
- Практическая дальность: 950 км
- Практический потолок: 3 400 м

Вооружение
- Стрелково-пушечное: 4 7,7-мм пулемета "Льюис" (CAMS 37A)
- Боевая нагрузка: 300 кг бомб (CAMS 37A)